# Декспантенол
Декспантенол — провітамін B5, похідна форма і спиртовий аналог пантотенової кислоти. У процесі метаболізму в організмі декспантенол окислюється до пантотенової кислоти, що має регенерувальну, протизапальну, дерматопротекторну дію. Потрапляючи у клітини шкіри, декспантенол збільшує кількість фібробластів, колагену, частоту мітозів, прискорюючи тим самим регенерацію шкіри та сприяючи загоєнню ран. Декспантенол також впливає на пружність та еластичність шкіри. Застосовується у медицині та косметології.

## Міжнародна назва
Декспантенол (Dexpanthenolum)

## Лікарська форма
Пігулки, капсули, розчин для ін'єкцій, аерозоль для зовнішнього застосування, крем для зовнішнього застосування, мазь для зовнішнього застосування, емульсія для зовнішнього застосування, гель очний.

## Хімічна назва
R-2 ,4-дигідрокси-N-(3-гідроксіпропіл) -3,3-діметілбутанамід

## Торговельні назви
Пантенол ®, D-Пантенол, Бепантен, Д-Пантенол, Декспантенол, Декспантенол-Хемофарм, Корнерегель ®, Пантенол-ратіофарм, Пантенол спрей, Пантодерм ®, Пантенол-Intensive, Пантексол Ядран.

## Фармакологічна дія
Декспантенол переходить в організмі в пантотенову кислоту, яка є складовою частиною коферменту А і бере участь в процесах ацетилювання, вуглеводному і жировому обміні, у синтезі ацетилхоліну, кортикостероїдів, порфіринів; стимулює регенерацію шкіри, слизових оболонок, нормалізує клітинний метаболізм, прискорює мітоз і збільшує міцність колагенових волокон. Ацетилхолін, як нейро-гуморальний трансмітер парасимпатичного відділу вегетативної нервової системи, підтримує нормальну секреторну і кінетичну функції кишки. Надає регенерувальну, метаболічну та слабку протизапальну дію. Пантенол, або провітамін В5, заслужив серед косметологів репутацію надійного відновлювального, зволожувального компонента.

## Фармакокінетика
При пероральному прийманні абсорбція і біодоступність — високі. Виводиться нирками: у незміненому вигляді — 70 %, з каловими масами — 30 %.При місцевому застосуванні швидко абсорбується шкірою і перетворюється в пантотенову кислоту, зв'язується з білками плазми (головним чином з бета-глобуліном і альбуміном). Концентрація її в крові — 0.5-1 мг / л, в сироватці крові — 100 мкг / л. Пантотенова кислота не піддається в організмі метаболізму (крім включення до коферменту А), виводиться в незміненому вигляді.

## Показання
- Запальні захворювання порожнини рота, носа, гортані, дихальних шляхів, слизової оболонки шлунка;
- Парестезії при неврологічних захворюваннях, «сухий» риніт (після лікування вторинних гострих ринітів судинозвужувальними лікарськими засобами, після перебування в приміщенні з штучним кліматом або в зонах з сухим кліматом);
- Післяопераційне лікування (після операції на перегородці носа і після тонзилектомії), гестоз, ерозії урогенітального тракту;
- Післяопераційна і післяродова атонія кишки, паралітична кишкова непрохідність, дефіцит пантотенової кислоти при синдромі мальабсорбції;
- Сухість шкіри;
- Порушення цілісності шкірних покривів: дрібні пошкодження, опіки (в тому числі сонячні), виразки гомілки, пролежні, тріщини, асептичні післяопераційні рани, погано приживаються шкірні трансплантати;
- Догляд за грудьми в період лактації (тріщини й запалення сосків молочної залози), догляд за немовлятами (попрілість);
- Ерозія рогівки, кератит різної етіології (у складі комплексної терапії), опік очей, дистрофічні захворювання рогівки, профілактика ушкоджень рогівки при носінні контактних лінз.

## Протипоказання
Гіперчутливість, гемофілія, механічна кишкова непрохідність, діти до 6 років.

### З обережністю
Хронічна ниркова недостатність, вагітність, період лактації.

## Побічні ефекти
Диспепсичні розлади, алергічні реакції.

## Взаємодія
Декспантенол може підвищувати дію деполяризуючих міорелаксантів (суксаметонію хлориду, декаметонію броміду) і зменшувати дію недеполяризуючих міорелаксантів (тубокурарину хлориду) у зв'язку зі здатністю стимулювати синтез ацетилхоліну. Одночасне вживання декспантенолу з антибактеріальними засобами, лікарськими засобами для загальної анестезії, барбітуратами збільшує ризик розвитку алергічних реакцій.